# Gulnæbbet turako
Gulnæbbet turako (latin: Tauraco macrorhynchus) er en turakoart.
Gulnæbbet turako lever i Angola, Cameroun, Congo, DR Congo, Elfenbenskysten, Ækvatorialguinea, Gabon, Ghana, Guinea, Liberia, Nigeria og Sierra Leone. IUCN kategoriserer arten som ikke truet.